# Bérci László
Bérci László (Vésztő, 1909. március 7. – Baja, 1997. július 27., eredeti nevén Buzi László) magyar fotográfus.
Iparos családból származott, apai nagyapja kalaposmester volt Sarkadon, anyai nagyapja kovácsmester Füzesgyarmaton. Édesanyja Makai Erzsébet háztartásbeli, apja fényképész mesterséget folytatott Vésztőn. Az elemi iskolát Vésztőn végezte, a polgárit Sarkadon. Ekkortájt kezdett segíteni apjának a fényképezésben, megtanulta az alapokat. 1926-ban Békéscsabán Ábrahám Béla mellett dolgozott, később Hódmezővásárhelyen Till Viktornál, Hajdúböszörményben Brassai Zoltánnál, majd Veszprémben Kollár Adolf fotográfusnál dolgozott. Budapestre 1930-ban került, Brunnhuber Béla híres, egykori udvari kamarai fényképészhez, ahol két évig dolgozott. Balatonfüreden Kurtsweil műtermébe került, ahol a műtermi munkák mellett, gyors riportfelvételek készítésével is foglalkozott.
Rákospalotán 1935. november 25-én feleségül vette Szecskó Piroska fényképészt, akit még Brunnhuber műhelyében ismert meg. Házasságukból négy gyermek született: László 1941-ben, Ildikó 1943-ban, Virág 1951-ben, és Zsuzsanna 1953-ban. Új munkahelyük Pestszentlőrinc lett, Kiss István országos hírű nagy fotóműhelyébe kerültek. Nyolc évig éltek Pestszentlőrincen, ezen idő alatt kitartó, szívós munkájuk eredményeként nívós fotós felszereléseket és berendezéseket vettek. Ez idő tájt alakult ki szorosabb kapcsolata az ugyancsak békési származású Püski Sándorral, rajta keresztül ismerkedett meg a népi írókkal. Püski javaslatára, az ő Ráday utcai, ötödik emeleti lakásában, nappali világítás mellett kezdte el az írókat fényképezni beszélgetés közben, úgy, hogy szinte nem is tudták mikor készítette a képeket. A portrékból nagy sorozatban képes levelezőlapokat csinált. Az 1943-as balatonszárszói találkozón részt vett, a tábor félhivatalos fotósa volt, több remek képet készített.
1943-ban költözött Bajára feleségével, még ebben az évben besorozták. A Szovjetunióba került hadifogságba, 1947. június 27-én tért haza. Műtermüket 1954-ben államosították. Ettől kezdve haláláig Baján tevékenykedett.